# Vera Thulin
Vera Julia Thulin (* 7. Juni 1893 in Uppsala; † 9. April 1974 in Stockholm) war eine schwedische Schwimmerin.

## Karriere
Thulin nahm 1912 an den Olympischen Spielen in Stockholm teil. Hier scheiterte sie im Wettbewerb über 100 m Freistil als Dritte ihres Vorlaufs am Halbfinaleinzug. Mit der schwedischen Staffel über 4 × 100 m Freistil erreichte sie den vierten Rang.
Ihre Schwester Willy Thulin nahm 1912 an selbigen Olympischen Spielen im Wasserspringen teil.